# NGC 3831
NGC 3831 (другие обозначения — MCG -2-30-23, PGC 36417) — галактика в созвездии Чаша.
Этот объект входит в число перечисленных в оригинальной редакции «Нового общего каталога».
В галактике вспыхнула сверхновая SN 2009U типа Ia-p, её пиковая видимая звездная величина составила 15,8.